# Union pour le Progrès et le Changement
| Union pour le Progrès et le Changement | Union pour le Progrès et le Changement |
| -------------------------------------- | -------------------------------------- |
| Gründungsdatum:                        | 2010                                   |
| Gründungsort:                          | Ouagadougou                            |
| Parteivorsitzender:                    | Zéphirin Diabré                        |
| Wähleranteil:                          | ca. 14 % (2012)                        |
| Website:                               | www.upcbf.org                          |

Die Union pour le Progrès et le Changement (UPC) ist eine Partei  aus Burkina Faso. Es handelt sich seit 2012 um die wichtigste Oppositionspartei des westafrikanischen Landes. 
Die UPC wurde 2010 gegründet. Sie vereinigt bekannte Oppositionspolitiker und ehemalige Mitglieder, Abgeordnete wie auch frühere Minister der dominanten Regierungspartei CDP. Bei den nationalen Parlamentswahlen 2012 erreichte sie 19 von 127 Sitzen in der Nationalversammlung Burkina Fasos.

## Belege
1. ↑  provisorisches Resultat, die endgültigen Resultate liegen noch nicht vor.
2. ↑  Burkina : Liste provisoire des 127 députés de l’Assemblée nationale, lefaso.net, 10. Dezember 2012